# Frederico Siqueira
Frederico de Siqueira Filho (Recife, 24 de março de 1977) é um engenheiro e administrador brasileiro, atual ministro das Comunicações do Brasil. Anteriormente, exerceu o cargo de presidente da Telecomunicações Brasileiras S.A. (Telebras) de 2023 a 2025.

## Carreira
Frederico Siqueira, nascido em  Recife, capital de  Pernambuco, formou-se em engenharia civil pela Universidade Federal de Pernambuco e em administração pela Pontifícia Universidade Católica do Rio de Janeiro.
No início da carreira, atuou como coordenador de engenharia na Autelserv Serviços Telecomunicações e como gerente de vendas na empresa Globaltalk.
Trabalhou na Oi. S.A. (anteriormente conhecida como Telemar) de 2002 a 2023, iniciando como gerente de canal de vendas empresariais e sendo, posteriormente, designado como gerente de relações institucionais a partir de 2008, diretor de Relações Institucionais no Nordeste a partir de 2011 e diretor de vendas corporativas para as regiões Norte e Nordeste a partir de 2018.
Em 15 de maio de 2023, foi eleito presidente da Telecomunicações Brasileiras S.A. (Telebras) pelo Conselho de Administração da empresa estatal, após indicação pelo ministro das Comunicações Juscelino Filho.
Em 24 de abril de 2025, foi nomeado e empossado no cargo de ministro das Comunicações pelo presidente Luiz Inácio Lula da Silva, após a exoneração de Juscelino Filho.